# 화요회
화요회 또는 화요파는 1924년 11월 19일 사상 연구단체였던 '신사상연구회'가 행동단체로 개편하며 탄생한 조선공산주의운동의 일파이다.

## 역사
서울에 본거지를 두고 있었으며 약 60여 명의 회원을 갖고 있었다. 주요 인물은 일본 유학생들이었던 김찬, 김재봉, 윤덕병, 홍덕유, 홍증식, 조봉암, 박헌영, 임원근, 김태영, 조동호 등이다.
화요회라는 이름은 카를 마르크스(1818년 5월 5일)의 생일이 화요일인 데 유래한다. 신사상연구회는 1924년 마르크스의 생일인 11월 19일 모여 마침 그날이 화요일임에 착안해 이름을 화요회로 바꿨다. 화요파란 이름은 여기에서 나온 것이다. 화요회는 조선공산당 창립에 주도적인 역할을 하였으며, 김재봉은 제1차 조선공산당의 책임비서가 된다. 상해파와 이르쿠츠크파의 결합으로 탄생한 화요파는 같은 일본 유학생들이 결성한 사회주의 조직인 엠엘파(Marx-Lenin派), 서울파와는 대립관계에 있었다. 북풍회와 조선공산당 내의 지도적 위치를 놓고 한때 대립하기도 했으나, 1925년 3월 25일 합동을 결의했다. 화요파는 조선공산당이 처음으로 결성되었으나 일제의 탄압과 내분으로 와해된 사건인 제1차 조선공산당 탄압사건(1925년)으로 주요인물들이 검거, 활동이 중단되다시피 하다가 1926년 해체했다.
화요회,ML파, 북풍회등의 한국 사회주의 운동 역사는 조정래의 역사소설 《아리랑》에서 조선인 유학생들의 비밀집회 장면에서 일부 언급되어 있다.